# (15918) Thereluzia
(15918) Thereluzia (1997 UE9) – planetoida z pasa głównego okrążająca Słońce w ciągu 3,36 lat w średniej odległości 2,24 j.a. Odkryta 27 października 1997 roku.